# Helene Mayer
Helene Mayer (Offenbach am Main, 20 december 1910 – München, 15 oktober 1953) was een Duitse wereldkampioen schermen (floret) en olympisch kampioene. In 1928 won zij het goud op de Olympische Spelen van Amsterdam.
Mayer had een Joodse vader. Ze was buiten haar vereniging gezet en geëmigreerd naar de Verenigde Staten.
Onder druk van een mogelijke boycot van Amerikaanse atleten stemde Hitler erin toe dat de 'mischling' Mayer deel kon nemen aan de Spelen in Berlijn van 1936. Ze was er de enige Duitse atlete met een Joodse achtergrond. Daar won Mayer het zilver. Goud en brons waren voor de twee eveneens joodse schermsters Ellen Preis uit Oostenrijk en Ilona Elek uit Hongarije.
Op het ereschavot bracht Mayer de Hitlergroet en droeg ze een hakenkruis op haar schermuniform.
Mayer stierf aan borstkanker kort voordat ze 43 jaar zou worden en nadat ze uit de Verenigde Staten was teruggekeerd naar Duitsland.
1924: Ellen Osiier ·
1928: Helene Mayer ·
1932: Ellen Preis ·
1936: Ilona Elek ·
1948: Ilona Elek ·
1952: Irene Camber ·
1956: Gillian Sheen ·
1960: Heidi Schmid ·
1964: Ildikó Uslaky-Rejtő ·
1968: Jelena Novikova ·
1972: Antonella Ragno-Lonzi ·
1976: Ildikó Schwarczenberger ·
1980: Pascale Trinquet ·
1984: Luan Jujie ·
1988: Anja Fichtel ·
1992: Giovanna Trillini ·
1996: Laura Badea ·
2000: Valentina Vezzali ·
2004: Valentina Vezzali ·
2008: Valentina Vezzali ·
2012: Elisa Di Francisca ·
2016: Inna Deriglazova ·
2020: Lee Kiefer ·
2024: Lee Kiefer
- Bibliothèque nationale de France: cb17039936d (data)
- Gemeinsame Normdatei: 128604832
- International Standard Name Identifier: 0000 0003 6836 2713
- Library of Congress Control Number: nr2002045121
- Nationale Bibliotheek van Israël: 987007448692605171
- SNAC: w6qr543t
- Virtual International Authority File: 60139830
- WorldCat: E39PBJp9qcdwybvV8XjrbvRkDq